# Hiraea angustipetala
Hiraea angustipetala är en tvåhjärtbladig växtart som beskrevs av C.E.Anderson. Hiraea angustipetala ingår i släktet Hiraea och familjen Malpighiaceae. Inga underarter finns listade i Catalogue of Life.